# 河田镇 (长汀县)
河田镇是中国福建省龙岩市长汀县下辖的一个镇。河田镇位于长汀县中部，东经116°16′-116°30′，北纬25°35′-25°46′
河田镇始建于唐朝开元二十四年（公元736年）。当时这里山清水秀，土地肥沃，森林茂密，柳竹成荫，河深水清，舟辑畅行，令人留连，故名留镇、柳村。

## 行政区划
河田镇共辖31个行政村，分别是：
上街村、下街村、中街村、南塘村、窑下村、朱溪村、明光村、松林村、游坊村、晨光村、寒坊村、芦竹村、黄坑村、车僚村、刘源村、红中村、半坑村、南山下村、迳背村、蔡坊村、南段村、上修村、下修村、根溪村、中坊村、马坑村、潘屋村、余地村、伯湖村、罗地村和露湖村。

## 交通
- 319国道